# ペトル・シェフチーク
ペトル・シェフチーク（Petr Ševčík 、1994年5月4日 - ）は、チェコ・イェセニーク出身の同国代表プロサッカー選手。SKスラヴィア・プラハ所属。ポジションはMF。

## 経歴

### クラブ
SKシグマ・オロモウツの下部組織を経て、2013-14シーズン中にトップチームに昇格。2014年5月11日のACスパルタ・プラハ戦でトップチームデビューを果たした。
2014年7月から12月まで、SFCオパヴァに期限付き移籍。
2016年7月、FCスロヴァン・リベレツに完全移籍。
2018年12月、SKスラヴィア・プラハに完全移籍。

### 代表
2019年11月14日、UEFA EURO 2020予選のコソボ戦でチェコ代表デビュー。

## タイトル
スラヴィア・プラハ
- チェコ1部リーグ: 2018-19, 2019-20, 2020-21
- ポハール・チェスケー・ポシュスティ: 2018-19, 2020-21